# Standing Still
Standing Still é uma canção do cantor Roman Lob. A canção foi seleccionada para representar a Alemanha no Festival Eurovisão da Canção 2012.
A referida canção foi interpretada em Inglês por Roman Lob. Foi a vigésima canção a ser interpretada na noite do festival, a seguir à canção da Espanha "Quédate conmigo" e antes da canção da Malta "This Is The Night". Terminou a competição em 10.º lugar (entre 26 participantes), tendo recebido um total de 107 pontos.

## Charts
| Chart (2012)                | Melhor posição |
| --------------------------- | -------------- |
| Áustria (Ö3 Austria Top 75) | 51             |
| Alemanha (Media Control AG) | 3              |
| Suíça (Schweizer Hitparade) | 53             |